# Anastácia (filha de Basílio I)
Anastácia (em grego: Ἀναστασία) foi uma nobre bizantina do século IX, filha de Basílio e sua primeira esposa, Maria. Provavelmente nasceu em 856. Era irmã de Constantino e meia-irmã de Ana, Helena, Maria, Alexandre, Leão e Estêvão. Em data incerta após Basílio ser coroado imperador, mas antes de 873, ela e suas irmãs foram ordenadas freiras no Mosteiro de Santa Eufêmia, na capital. Cyril Mango sugeriu que ela casou-se com Cristóvão, mas autores mais recentes julgam improvável. Segundo o Sobre as Cerimônias de Constantino VII (r. 912–959), ela foi sepultada no Mosteiro de Santa Eufêmia num sarcófago decorado com esculturas.